# Janie's Got a Gun
Janie's Got a Gun è un singolo del gruppo musicale statunitense Aerosmith, il secondo estratto dall'album Pump nel 1989. Il brano è stato scritto da Steven Tyler e da Tom Hamilton. Doveva inizialmente essere intitolata Danny's Got a Gun, in riferimento a un amico di Tyler, ma è stato successivamente modificato. È stata pubblicata come secondo singolo dell'album Pump del 1989. Ha raggiunto la posizione numero 2 della Hot Mainstream Rock Tracks, la numero 4 della Billboard Hot 100 negli Stati Uniti, e la numero 12 in Svezia. Inoltre, nel 1990, è anche arrivata al primo posto in Australia, primo singolo degli Aerosmith a riuscirci.
Ha anche avuto un discreto successo in Italia, dove si è piazzata alla posizione numero 47.
Nel 2006, il pubblico di VH1 l'ha nominata come 37ª canzone più significativa degli anni ottanta.

## Storia
La canzone tratta di una ragazza di nome Janie che si vendica delle molestie sessuali subite da parte del padre; Steven Tyler ha avuto l'idea di comporre il brano dopo aver letto su Newsweek un articolo sulle vittime da armi da fuoco, ed è stato abile nel connetterlo successivamente con il tema degli abusi sessuali sui minori.
Alcuni versi della canzone sono stati cambiati, ad esempio l'originale "He raped a little bitty baby" ("Ha stuprato una bambolina") è stato sostituito con "He jacked a little bitty baby" ("Ha derubato una bambolina") su richiesta della casa discografica, e "and put a bullet in his brain" ("e gli ha messo un proiettile nel cervello") è stato sostituito con "and left him in the pouring rain" ("e lo ha lasciato nella pioggia scrosciante") nella versione radiofonica del brano.
Nell'album, la canzone è preceduta da un intermezzo strumentale di 10 secondi chiamato Water Song, in cui è udibile un suono simile a quello di un vecchio cancello che si apre. Per realizzarlo sono stati utilizzati strumenti speciali, come un'armonica a bicchieri, un gong e un rombo.

## Video musicale
Il videoclip di Janie's Got a Gun è stato diretto dal noto regista David Fincher.
In tema con il testo della canzone, il video segue la storia di Janie e contiene riferimenti espliciti all'incesto e alla pedofilia, mostrando scene raccapriccianti. All'inizio, viene mostrato il padre che esce dalla camera della figlia, per poi far vedere Janie stessa piena di tagli in corpo mentre piange e si contorce nel suo letto. Proprio a causa di queste scene, MTV si rifiutò di trasmettere il video.
Janie è stata interpretata da Kristin Dattilo, un'attrice che comparirà anni dopo nella sitcom The Chris Isaak Show. L'attrice che nel video interpreta la madre di Janie è Lesley Ann Warren.

## Parodie
Il titolo della canzone è stato parodiato nella puntata del Daily Show del 13 febbraio 2006, in cui Jon Stewart e i suoi "corrispondenti" si sono presi beffa di un incidente di caccia occorso a Dick Cheney (ai tempi vicepresidente degli Stati Uniti), mostrando un cartello su cui scritto "Cheney's Got a Gun".
Un'altra parodia è stata "Elmo's Got a Gun", basata sul pupazzo Elmo di Sesame Street che diventava uno spree killer. Tale parodia è spesso attribuita erroneamente a "Weird Al" Yankovic.
Nel film Non è un'altra stupida commedia americana del 2001, viene detto al protagonista Jake, interpretato da Chris Evans, mentre cerca di sedurre una ragazza, di cantare una canzone che contenesse il nome di lei (Janie, per l'appunto). Per sua sfortuna, Jake canta Janie's Got a Gun, facendo involontariamente arrestare la sua amata dalla polizia per sospetto di arma nascosta.

## Premi
- La canzone è stata premiata con un Grammy Award alla miglior performance rock di un duo o un gruppo nel 1991. Si tratta del primo Grammy in carriera per gli Aerosmith.
- Il video della canzone è stato premiato agli MTV Video Music Awards nella categoria Best Rock Video nel 1991. Si tratta del primo di una lunga serie di VMA vinti dagli Aerosmith

## Classifiche
| Classifica (1989-1990)        | Posizione |
| ----------------------------- | --------- |
| Australia                     | 1         |
| Canada                        | 2         |
| Italia                        | 47        |
| Nuova Zelanda                 | 13        |
| Svezia                        | 12        |
| Regno Unito                   | 76        |
| Stati Uniti                   | 4         |
| Stati Uniti (mainstream rock) | 2         |

### Classifica di fine anno
| Classifica di fine anno (1990) | Posizione |
| ------------------------------ | --------- |
| Stati Uniti                    | 61        |

## Formazione
- Steven Tyler - voce
- Joe Perry - chitarra solista, cori
- Brad Whitford - chitarra ritmica
- Tom Hamilton - basso
- Joey Kramer - batteria

Altri musicisti
- John Webster – tastiere